# Temps gramatical
En gramàtica, el temps gramatical es refereix al temps referencial d'una oració, i pot diferenciar-se en dos tipus principals:
a) el temps absolut, que és mesurat des del parlant i en relació amb el moment de l'enunciació.
b) el temps relatiu, que es mesura en relació amb el ja esmentat temps absolut.
Els «temps absoluts» al seu torn solen separar-se informalment en tres moments: passat, present i futur. Aquests tres possibles valors retraten les idees intuïtives d'abans/anterior, ara/simultani, després/posterior. Daus dos successos el temps gramatical expressa si l'un ocorre abans que l'altre (el primer és passat respecte al segon), tots dos són simultanis (el primer és present respecte al segon i viceversa) o si un d'ells ocorre després que l'altre (el primer és futur respecte al segon).
Algunes llengües identifiquen de vegades present i futur com un únic temps gramatical (passat/no-passat) i unes altres introdueixen diferències entre passat llunyà, passat recent o futur immediat i futur recent.

## Temps absolut
Els sistemes de temps absolut són formes de classificar els esdeveniments segons siguin anteriors, simultanis o posteriors amb el moment de l'enunciació. Segons això, solen classificar-se informalment en tres moments: passat, present i futur.

### Passat
El passat gramatical sol utilitzar-se per expressar accions que són anteriors al moment de l'enunciació. Recull tots els successos que ja han tingut lloc.

### Present
El present gramatical sol utilitzar-se per expressar accions que succeeixen en el temps actual, és a dir, accions que no corresponen ni al passat ni al futur.

### Futur
El futur gramatical sol utilitzar-se per expressar accions que són posteriors al moment de l'enunciació, i que per tant encara no han tingut lloc.